# Ashi Productions
Ashi Productions (株式会社葦プロダクション?, Kabushiki-gaisha Ashi Purodakushon), dal 2007 al 2019 denominato Production Reed (株式会社プロダクション リード?, Kabushiki-gaisha Purodakushon Rīdo), è uno studio di animazione giapponese con sede a Suginami, Tokyo, conosciuto per le quattro serie mahō shōjo, in particolare Magical Princess Minky Momo. Il nome fu cambiato in Production Reed il 1º novembre 2007, ma dal 12 febbraio 2019 è tornato a chiamarsi col nome originario.

## Storia
Lo studio è stato fondato il 24 dicembre 1975 da Toshihiko Sato con il nome di Ashi Productions; In quanto società di recente formazione, ha inizialmente incontrato difficoltà nel garantirsi uno spazio televisivo, infatti le prime produzioni sono state realizzate in collaborazione con Nippon Animation. Nel corso degli anni, lo studio ha continuato a produrre numerose opere e nel 2001 Banpresto del gruppo Bandai, acquisisce il 90% delle azioni dello studio. Tuttavia, nel 2005, Bandai si ritira come azionista; Nel 2006, un'altra filiale del gruppo Bandai, Wiz, acquisisce le azioni di Ashi Productions, ed il 1º novembre 2007, lo studio cambia il nome in Production Reed, ovvero la traduzione inglese di "Ashi". Anche questa volta l'investimento non ha una durata prolungata e nel maggio del 2009, Wiz si ritira dallo studio, che diventa per il 95% un'impresa rigenerata. Il 12 febbraio 2019, Toshihiko Sato annuncia il ritorno dello studio al suo nome originale.

## Produzioni

### Serie TV

#### Dal 1976 al 1999

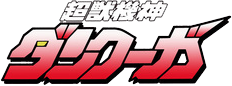
Logo della serie Dancouga.

| Titolo                                           | Anno di produzione | Episodi | Note e fonti          |
| ------------------------------------------------ | ------------------ | ------- | --------------------- |
| Astro Robot contatto Ypsilon                     | 1976-1977          | 38      | [ N 1 ] [ 5 ]         |
| Ginguiser                                        | 1977               | 28      | [ N 1 ] [ 5 ]         |
| Angie Girl                                       | 1977               | 26      | [ N 1 ] [ 5 ]         |
| Addio Giuseppina!                                | 1979               | 24      | [ N 2 ] [ 5 ]         |
| Monciccì                                         | 1980-1981          | 130     | [ N 2 ] [ 5 ]         |
| Don Chisciotte                                   | 1980               | 23      | [ N 2 ] [ 5 ]         |
| Baldios - Il guerriero dello spazio              | 1980               | 34      | [ N 2 ] [ 5 ]         |
| Gotriniton                                       | 1981               | 26      | [ 5 ]                 |
| Il magico mondo di Gigì                          | 1982-1983          | 63      | [ 5 ]                 |
| Tokusō kihei Dorvack                             | 1983-1984          | 36      | [ 5 ]                 |
| Dancouga                                         | 1985               | 38      | [ 5 ]                 |
| Seito Shokun! Kokoro ni Midori no Neckerchief wo | 1986               | 1       | [ 6 ]                 |
| Machine Robo: Chronos no Dai Gyakushū            | 1986-1987          | 47      | [ 5 ]                 |
| Machine Robo: Bucchigiri Batoruhakkāzu           | 1987               | 31      | [ 5 ]                 |
| Doctor Chichibuyama                              | 1988               | 2       | [ 5 ]                 |
| Borgman 2030                                     | 1988               | 35      | [ 5 ]                 |
| Tekken Chinmi                                    | 1988               | 20      | [ 5 ]                 |
| Ciao, Sabrina                                    | 1989-1990          | 51      | [ 5 ]                 |
| Viaggiando nel tempo                             | 1989-1990          | 39      | [ N 3 ] [ 5 ]         |
| Diventeremo famose                               | 1990-1991          | 43      | [ 5 ]                 |
| NG Knight Lamune & 40                            | 1990-1991          | 38      | [ 5 ]                 |
| Dolceluna                                        | 1990-1991          | 47      | [ 5 ]                 |
| Jankenman                                        | 1991-1992          | 51      | [ 5 ]                 |
| Tanto tempo fa… Gigì                             | 1991-1992          | 65      | [ 5 ]                 |
| Mary Bell                                        | 1992-1993          | 50      | [ 5 ]                 |
| Forza campioni                                   | 1992-1993          | 52      | [ 5 ]                 |
| Blue Seed                                        | 1994-1995          | 26      | [ N 4 ] [ 5 ]         |
| Macross 7                                        | 1994-1995          | 49      | [ 5 ]                 |
| Mega Man                                         | 1994-1996          | 26      | [ N 5 ] [ N 6 ] [ 7 ] |
| I segreti dell'isola misteriosa                  | 1995               | 39      | [ 5 ]                 |
| Skysurfer - Le cinque stelle della galassia      | 1995-1996          | 26      | [ N 7 ] [ N 6 ] [ 7 ] |
| H2                                               | 1995-1996          | 41      | [ 5 ]                 |
| NG Knight Ramune & 40 FRESH                      | 1996               | 26      | [ 5 ]                 |
| Zorro                                            | 1996-1997          | 52      | [ N 8 ] [ 5 ]         |
| Bannō bunka nekomusume                           | 1998               | 12      | [ 5 ]                 |
| Beast Wars II                                    | 1998-1999          | 43      | [ 5 ]                 |
| Akihabara dennō gumi                             | 1998               | 26      | [ 5 ]                 |
| Nessa no Haou Gandalla                           | 1998               | 26      | [ 5 ]                 |
| Beast Wars Neo                                   | 1998-1999          | 35      | [ 5 ]                 |
| Cybuster                                         | 1999               | 26      | [ 5 ]                 |
| Diabolik                                         | 1999               | 40      | [ N 9 ] [ 7 ]         |

#### Dal 2000 in poi

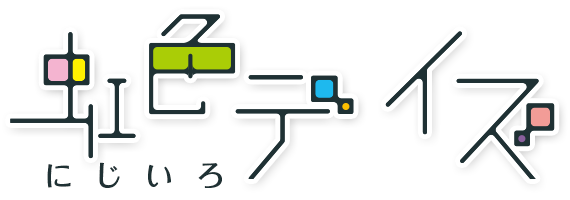
Logo della serie Rainbow Days.

| Titolo                              | Anno di produzione | Episodi | Note e fonti   |
| ----------------------------------- | ------------------ | ------- | -------------- |
| Offside                             | 2001-2002          | 39      | [ 5 ]          |
| Streghe per amore                   | 2003               | 26      | [ 5 ]          |
| F-Zero: GP Legend                   | 2003-2004          | 51      | [ 5 ]          |
| Jūsō Kikō Dancouga Nova             | 2007               | 12      | [ 5 ]          |
| Sputnik da One                      | 2011               | 6       | [ N 10 ] [ 5 ] |
| Kuroneko Lucy                       | 2012               | 3       | [ N 10 ] [ 5 ] |
| Owanko                              | 2012               | 7       | [ N 10 ] [ 5 ] |
| Bakujuu Gasshin Ziguru Hazeru       | 2013               | 6       | [ N 10 ] [ 5 ] |
| Hakone-chan                         | 2015               | 13      | [ N 11 ] [ 5 ] |
| Rainbow Days                        | 2016               | 24      | [ 5 ]          |
| In Another World with My Smartphone | 2017               | 12      | [ 5 ]          |
| Cutie Honey Universe                | 2018               | 12      | [ 5 ]          |
| Nokemono-tachi no Yoru              | 2023               | 13      | [ 5 ]          |

### Film
| Titolo                                                   | Data di pubblicazione | Note e fonti  |
| -------------------------------------------------------- | --------------------- | ------------- |
| Baldios - Il guerriero dello spazio                      | 29 dicembre 1981      | [ N 2 ] [ 8 ] |
| Sengoku majin Goshogun                                   | 24 aprile 1982        | [ 8 ]         |
| Sengoku majin Goshogun: Toki no Étranger                 | 27 aprile 1985        | [ 8 ]         |
| Il magico mondo di Gigì - Viaggio nell'isola senza tempo | 3 agosto 1985         | [ 8 ]         |
| Vampire Hunter D                                         | 21 dicembre 1985      | [ 8 ]         |
| Ai City                                                  | 26 luglio 1986        | [ 8 ]         |
| Grey: Digital Target                                     | 13 dicembre 1986      | [ 8 ]         |
| The Borgman Last Battle                                  | 1 settembre 1989      | [ 8 ]         |
| Borgman: Lovers Rain                                     | 1 dicembre 1990       | [ 8 ]         |
| Jankenman: Kaijuu Dai Kessen                             | 23 luglio 1992        | [ 8 ]         |
| Hana no Mahoutsukai Mary Bell: Phoenix no Kagi           | 8 agosto 1992         | [ 8 ]         |

### OAV ed ONA
| Titolo                                                                  | Anno di produzione | Episodi | Note e fonti          |
| ----------------------------------------------------------------------- | ------------------ | ------- | --------------------- |
| Tokusō kihei Dorvack OVA                                                | 1984               | 3       | [ 9 ]                 |
| Dancouga: Requiem for Victims                                           | 1986               | 1       | [ 9 ]                 |
| Violence Jack: Harlem Bomber - Slum King                                | 1986               | 1       | [ 9 ]                 |
| Mahou no Princess Minky Momo: Hitomi no Seiza - Minky Momo Song Special | 1987               | 1       | [ 9 ]                 |
| Dancouga: Jūsenkitai Songs                                              | 1987               | 1       | [ 9 ]                 |
| GOD BLESS DANCOUGAR                                                     | 1987               | 1       | [ 9 ]                 |
| Makyou Gaiden Le Deus                                                   | 1987               | 1       | [ 9 ]                 |
| Machine Robo: Leina Kenrou Densetsu                                     | 1988-1989          | 3       | [ 9 ]                 |
| Machine Robo: Cronos no Dai Gyakushuu (senjō no kioku)                  | 1989-1990          | 4       | [ 9 ]                 |
| Dancouga - FINAL CHAPTER                                                | 1989-1990          | 4       | [ 9 ]                 |
| Gdleen                                                                  | 1990               | 1       | [ 9 ]                 |
| Lightning Trap Leina & Laika                                            | 1990               | 1       | [ 9 ]                 |
| Camelot                                                                 | 1990               | 1       | [ N 12 ] [ 9 ] [ 10 ] |
| NG Knight Ramune & 40 sōshūhen                                          | 1991               | 3       | [ 9 ]                 |
| NG Knight Ramune & 40 EX                                                | 1991               | 3       | [ 9 ]                 |
| Sequence                                                                | 1992               | 1       | [ 9 ]                 |
| Houkago no Tinker Bell                                                  | 1992               | 1       | [ 9 ]                 |
| Minky Momo in Yume ni Kakeru Hashi                                      | 1993               | 1       | [ 9 ]                 |
| Mega Man: Upon a Star                                                   | 1993-1995          | 3       | [ 11 ]                |
| Mary Bell no Hi no Youjin: Guratto Kitara Dousuru                       | 1993               | 1       | [ 12 ]                |
| Mary Bell no Koutsuu Anzen                                              | 1993               | 1       | [ 12 ]                |
| NG Knight Ramune & 40 DX                                                | 1993               | 3       | [ 9 ]                 |
| Humming Bird - Ragazze con le ali                                       | 1993-1995          | 4       | [ 9 ]                 |
| Borgman 2058 – La nuova generazione                                     | 1993               | 3       | [ 9 ]                 |
| Minky Momo in Tabidachi no Eki                                          | 1994               | 1       | [ 9 ]                 |
| I.R.I.A - Zeiram the Animation                                          | 1994               | 6       | [ 9 ]                 |
| Il destino di Kakugo                                                    | 1996               | 2       | [ 9 ]                 |
| Houma Hunter Lime                                                       | 1996-1997          | 3       | [ 9 ]                 |
| NG Knight Ramune & 40 Fresh                                             | 1997               | 4       | [ 9 ]                 |
| Macross Dynamite 7                                                      | 1997-1998          | 4       | [ 9 ]                 |
| Bannō bunka nekomusume DASH                                             | 1998               | 12      | [ 9 ]                 |
| Kirara                                                                  | 2000               | 1       | [ 9 ]                 |
| Ultra Maniac                                                            | 2002               | 1       | [ 9 ]                 |
| Futari Etchi: The One And Only Step Up Love Story                       | 2014               | 3       | [ 9 ]                 |
| Jewelpet Attack Travel!                                                 | 2022               | 1       | [ 9 ]                 |